# Hillersboda
Hillersboda är en by som ligger 25 km nordost om Falun i Svärdsjö socken, Falu kommun. Byn ligger intill sjön Liljan. Från 2015 avgränsar SCB här en småort.
Här finns en mindre slalombacke, med namn Svärdsjöliften.